# بور-سن-پیر
بور-سن-پیر (به لاتین: Bourg-Saint-Pierre) یک بخش در سوئیس است که در کانتون وله واقع شده‌است. بور-سن-پیر ۲۰۴ نفر جمعیت دارد.

## نگارخانه

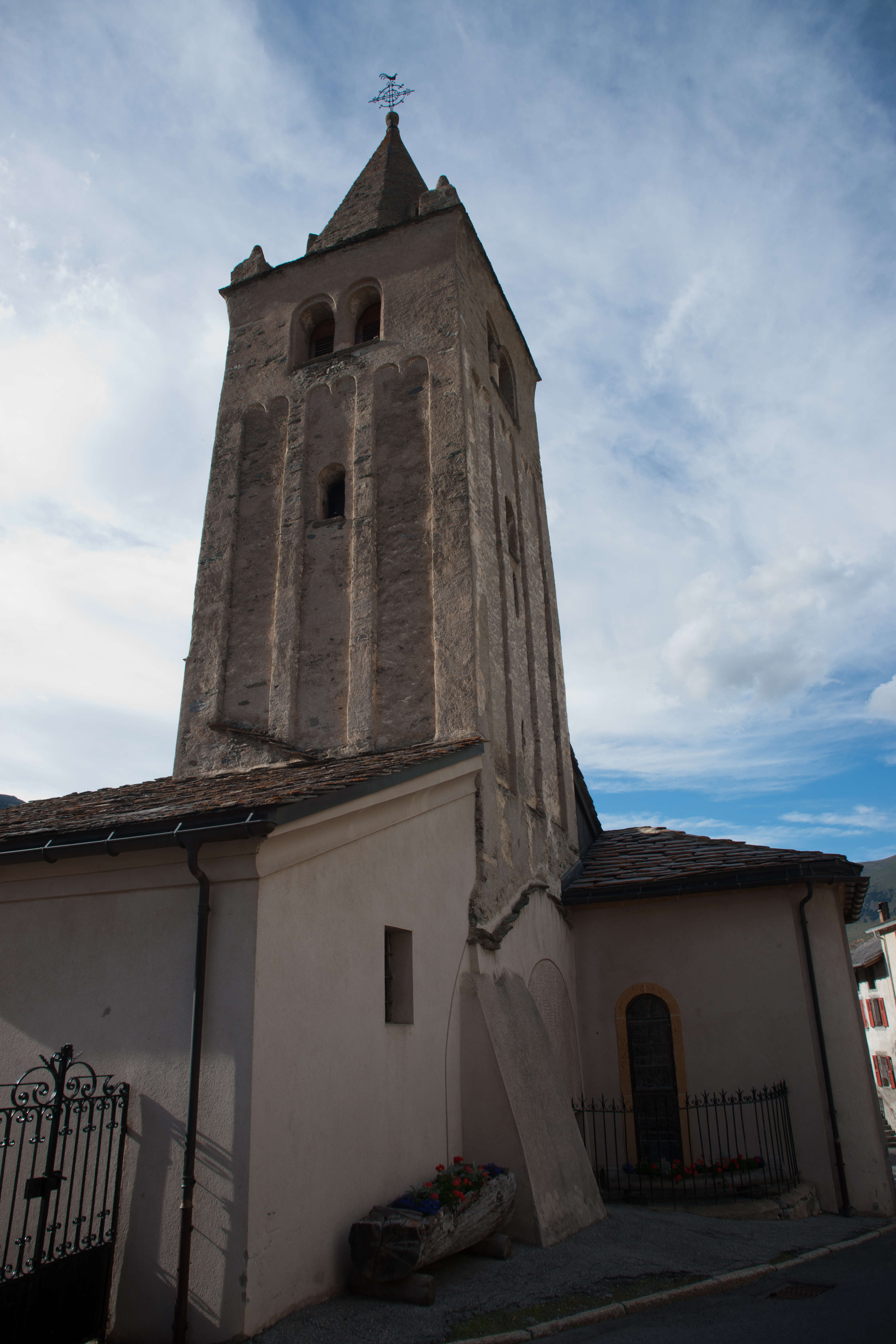
Church of St-Pierre
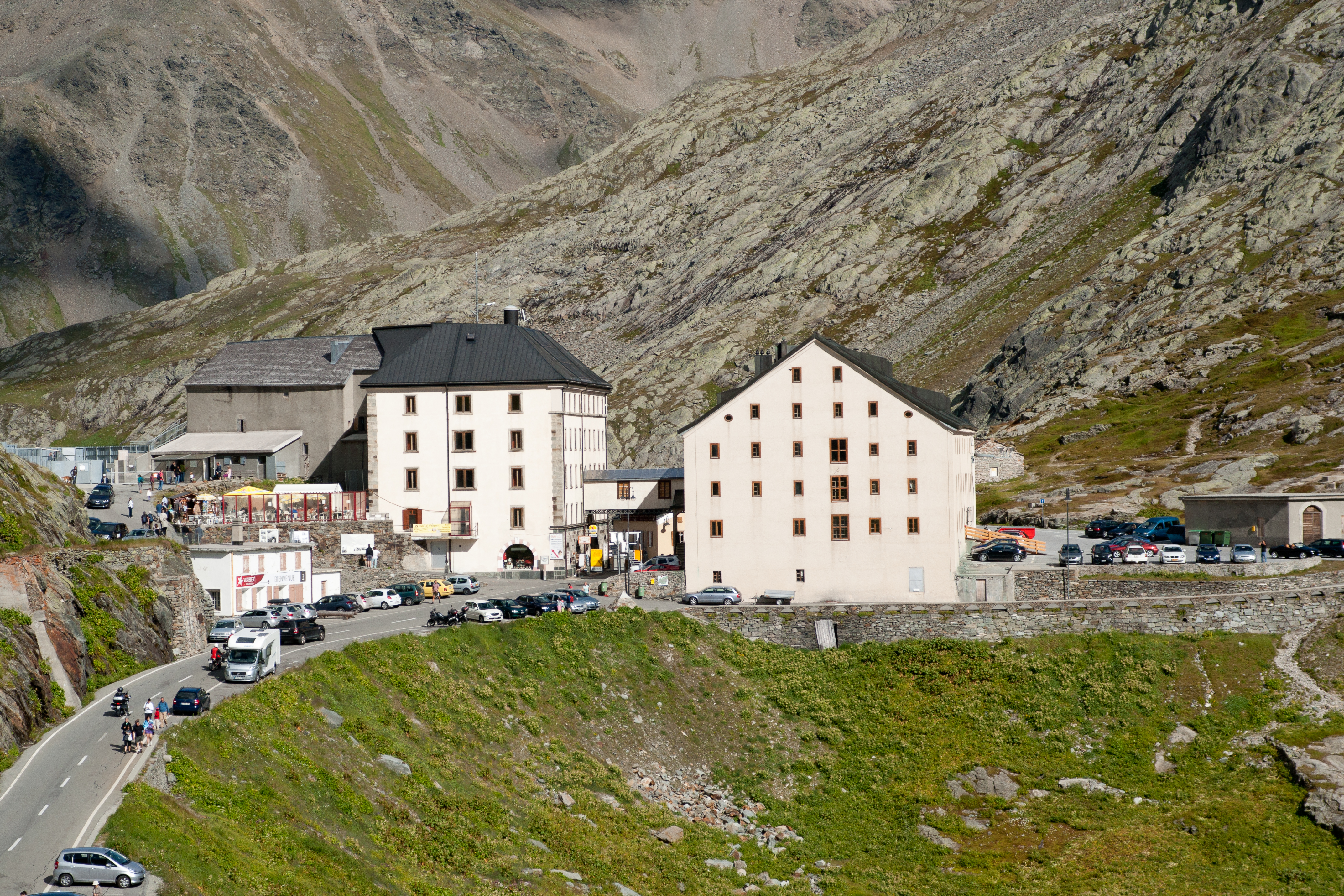
Hospice du Grand Saint-Bernard